# Möggingen (Radolfzell)

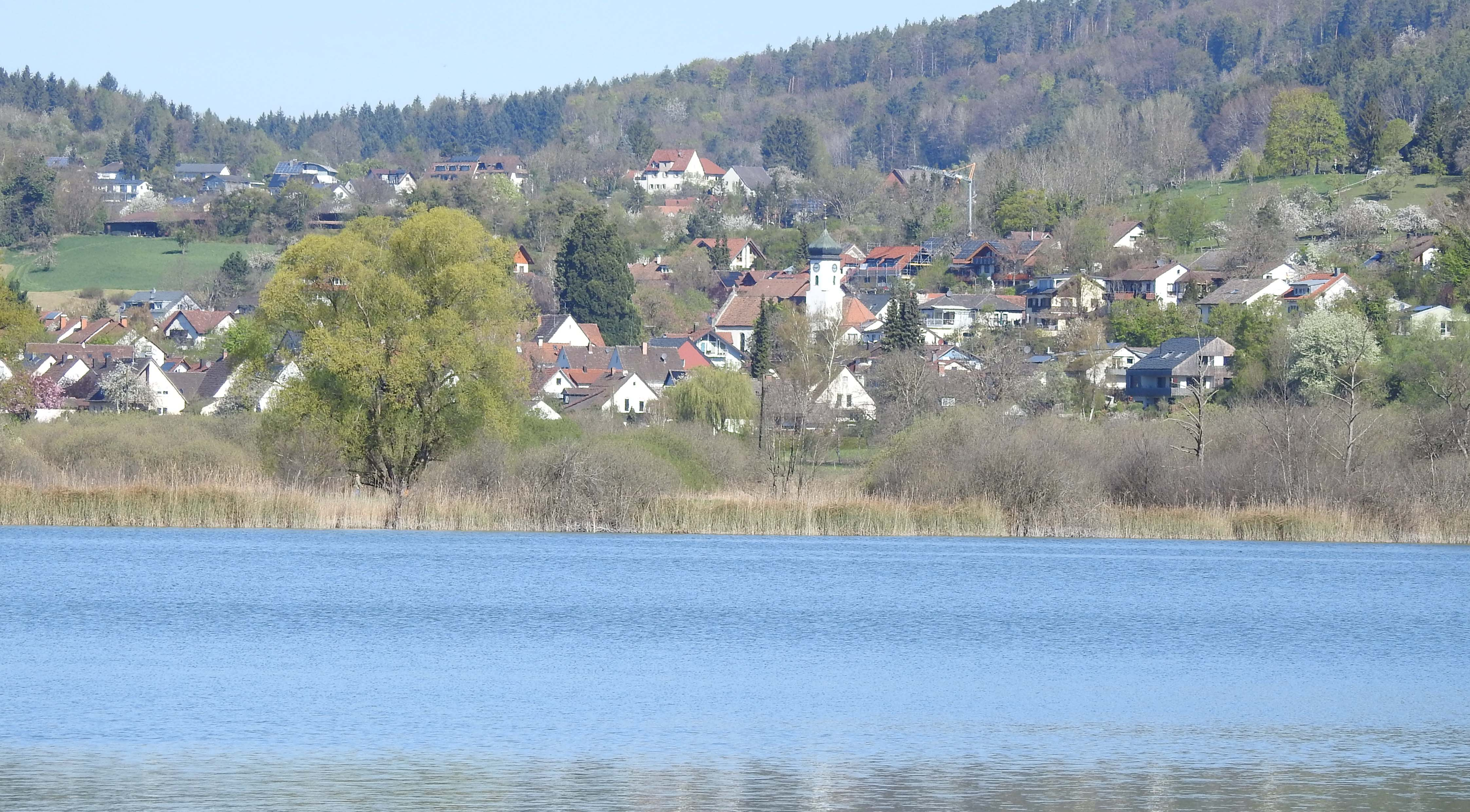
Möggingen und Mindelsee

Das Dorf Möggingen ist ein Stadtteil der baden-württembergischen Stadt Radolfzell am Bodensee im Landkreis Konstanz in Deutschland. Mit derzeit 853 Einwohnern (Stand 2011) ist er der kleinste Ortsteil der Großen Kreisstadt.

## Geographie

### Geographische Lage
Möggingen liegt auf 425 Meter über dem Meeresspiegel am Fuße des Bodanrücks. Außer dem Bodensee liegt in unmittelbarer Nähe der etwa zwei Kilometer lange und 570 Meter breite Mindelsee. Dieser stellt mit seinen umliegenden Naturflächen ein bedeutendes Natur- und Landschaftsschutzgebiet dar.

### Gemarkung
Zur Gemarkung Möggingen gehören das Dorf Möggingen, sowie der Dürrenhof, das Wasserschloss mit Schlosshof und der Ziegelhof.

## Geschichte
Bereits 860 findet der Ort als Mechinga in einer St. Gallischen Besitzurkunde Erwähnung. Neben dem Kloster St. Gallen hatte hier der Bischof von Konstanz Besitzungen. Eine örtliche Herrschaft und eine Burg ist bis ins 15. Jahrhundert belegt. Im 14. Jahrhundert gelangte der Ort in den Besitz der Herren von Bodman, die ihn dann allerdings aus Geldnöten an die Adelsfamilie der Herren von Homburg veräußerten, um ihn bald darauf aber wieder zurückzukaufen.
1806 kam Möggingen an Baden und wurde dem Bezirksamt Konstanz zugeordnet. Später war Möggingen eine selbstständige Gemeinde im Landkreis Konstanz. Im Zuge der Gebietsreform in Baden-Württemberg wurde die Gemeinde Möggingen am 1. Januar 1974 nach Radolfzell eingemeindet.

### Eingemeindungen
1924 wurde der Nachbarweiler Dürrenhof eingemeindet.

### Einwohnerentwicklung
Hatte der Ort am 6. Juni 1961 noch eine Einwohnerzahl von 337, waren es am 27. Mai 1970 bereits 610. Im Jahr 2011 waren es mit 853 Einwohnern mehr als doppelt so viele wie 50 Jahre zuvor.

## Religion
In Möggingen wurde die dortige katholische Pfarrei 1275 erwähnt. Heute gehört die katholische Gemeinde zum Dekanat Konstanz des Erzbistums Freiburg im Rahmen der Seelsorgeeinheit St. Radolt Radolfzell. Die Protestanten gehören zur Gemeinde Böhringen. Sie gehört zunächst zum Dekanat Konstanz der Evangelischen Landeskirche in Baden.

## Politik

### Ortsvorsteher
Ortsvorsteher ist Ralf Mayer (Stand 2011).

### Wappen
Das Wappen der ehemals selbständigen Gemeinde Möggingen zeigt in Gold ein achtendiges schwarzes Hirschgeweih mit einem schwarzen Ohr zwischen den Stangen.

## Kultur und Sehenswürdigkeiten

### Bauwerke
- Die katholische Pfarrkirche St. Gallus wurde im Jahr 1749 erbaut, die Ausstattung ist neoromanisch, der Turm wurde erst 1839 angebaut. Sie beheimatet die Gruftkapelle der Herren von Bodman

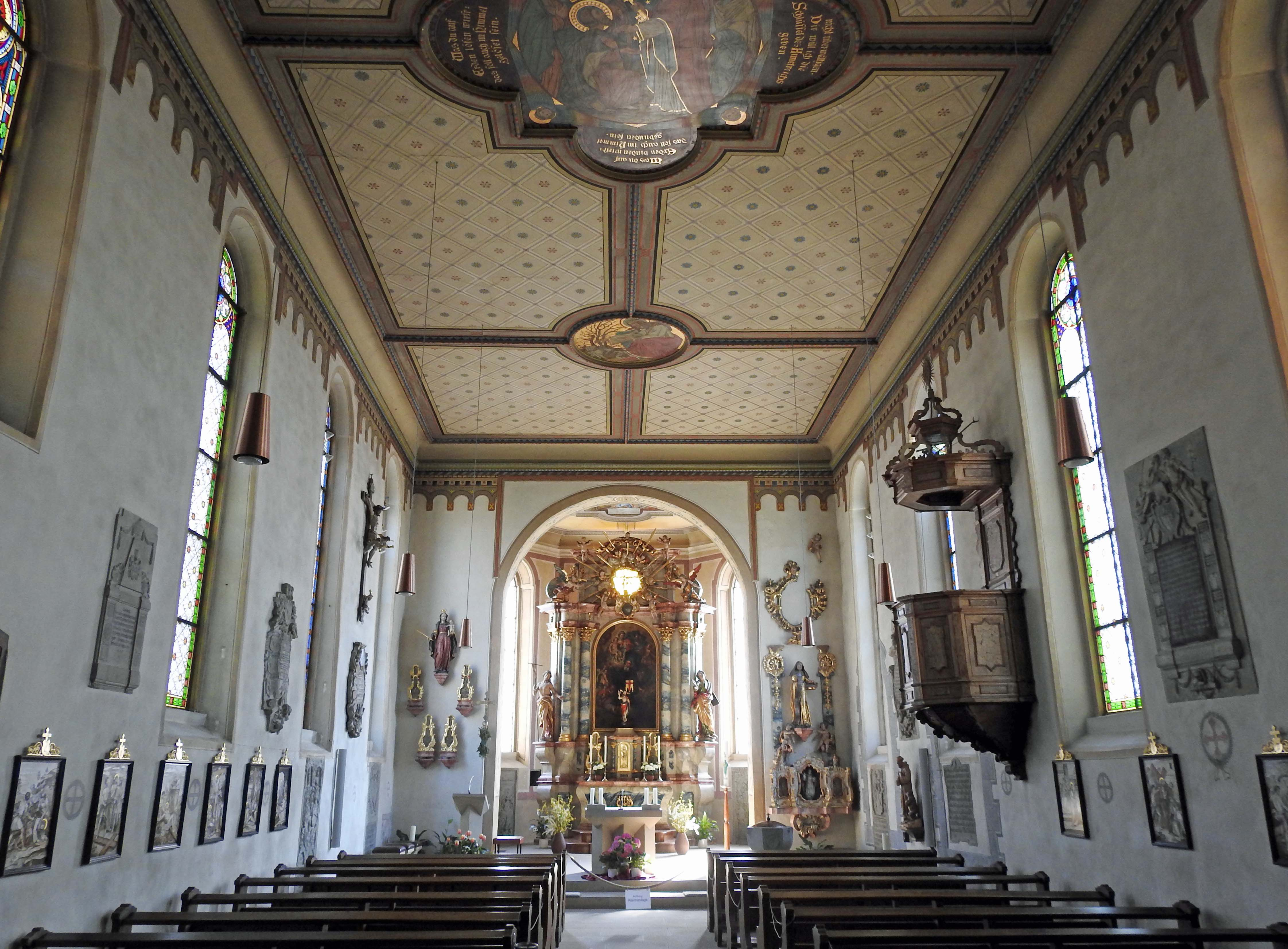
Kirche St. Gallus in Möggingen – Innenansicht

- Das Franziskanerinnenkloster Möggingen wurde im Jahr 1278 gegründet und 1792 aufgehoben[3]
- Das Wasserschloss Möggingen als Wohnsitz der Familie von Bodman ist Sitz der bekannten Vogelwarte Radolfzell und des Max-Planck Instituts für Ornithologie
- Das historische Fachwerkgebäude ehemalige Mühle mit Anbauten in der Mühlbachstr. 2 beheimatet das BUND-Naturschutzzentrum Möggingen[4] und die Hauptgeschäftsstelle des BUND-Landesverbands Baden-Württemberg[5]
- Die ehemalige Schule wird jetzt als Rathaus mit Jugendraum und Vereinskneipe genutzt

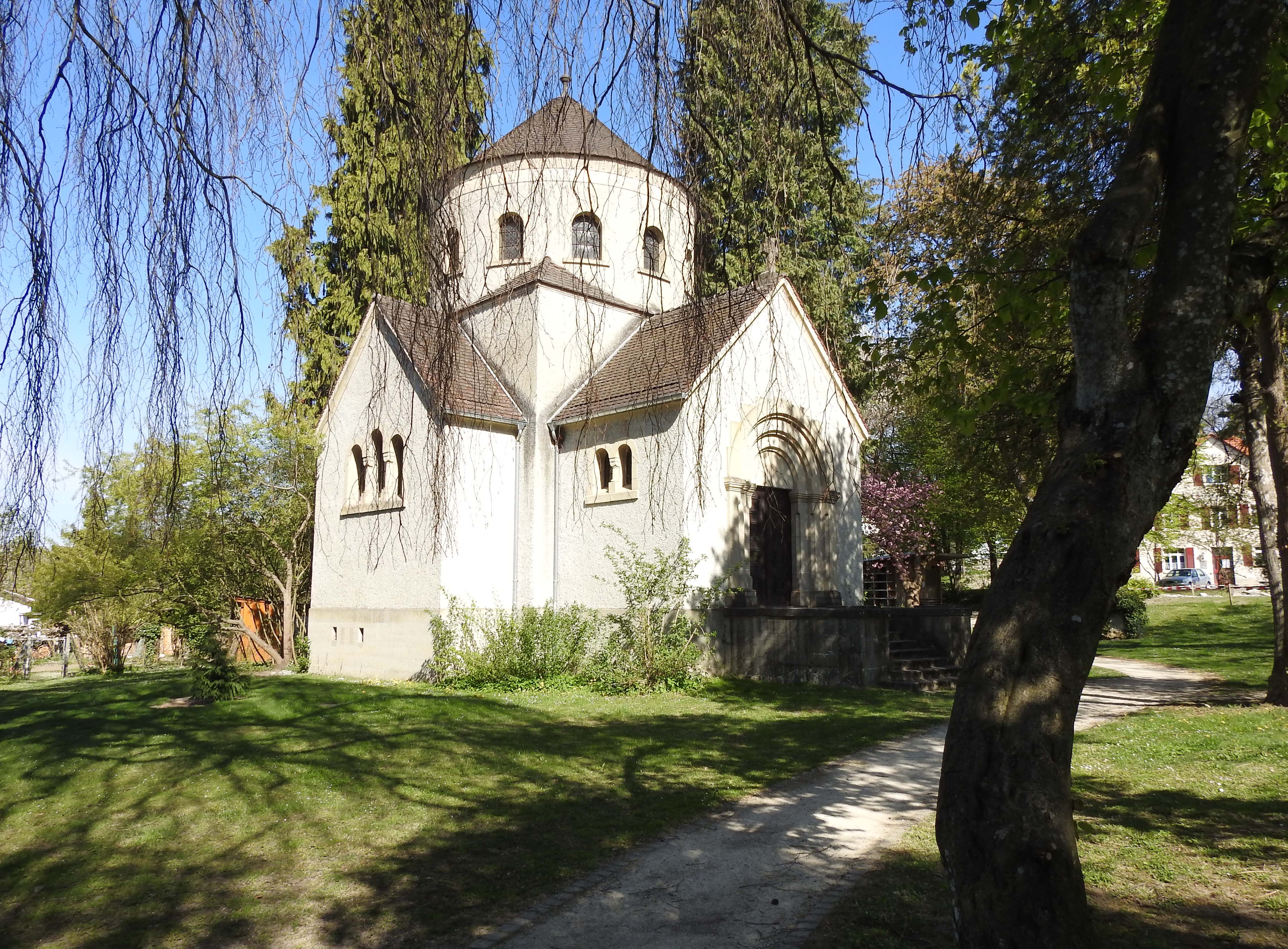
Herz-Jesu-Kapelle in Möggingen

## Bildung
In Möggingen befand sich eine Grundschule. Diese wurde im Jahr 2012 geschlossen. Die Kinder von Möggingen gehen in den Nachbargemeinden in die Grundschule.

## Naturschutztage
In Möggingen im BUND-Umweltzentrum fanden zum ersten Mal die Naturschutztage am Bodensee statt, die sich mittlerweile zu einer international beachteten Veranstaltung entwickelt haben. Nach den Anfängen hier finden sie jedes Jahr Anfang Januar im Milchwerk in Radolfzell statt.

## Persönlichkeiten

### Ehrenbürger
- 1960: Johann Nikolaus Freiherr von und zu Bodman (1903–1988), Adeliger, Ornithologe und Naturschützer
- 1973: Josef Honsel

### Söhne und Töchter des Ortes
- Wilderich Graf von und zu Bodman (* 12. Dezember 1936), Chef des Adelshauses Bodman, Unternehmer und Kommunalpolitiker (CDU). Er ist Träger des Bundesverdienstkreuzes, zudem ist er Ehren- und Devotionsritter des souveränen Malteserritterordens. Des Weiteren ist er Präsident des Hegau-Geschichtsvereins, Vorstandsmitglied der Vereinigung des Adels in Baden, Ehrenvorsitzender des Segelclubs Bodman und des Yachtclubs Stockach.[7]

### Persönlichkeiten, die vor Ort gewirkt haben
- Adolf Wilderich Graf von Walderdorff (1835–1919), Rittergutsbesitzer und Reichstagsabgeordneter
- Hans Löhrl (1911–2001), Ornithologe und Verhaltensforscher
- Gerhardt Zink (1919–2003), Ornithologe
- Gerhard Thielcke (1931–2007), Ornithologe und Umweltschützer